# 酒井忠宝 (庄内藩主)
酒井 忠宝（さかい ただみち）は、江戸末期の大名、明治から大正期の日本の華族。位階は従三位。
第9代出羽庄内藩主酒井忠発の六男で、兄忠篤の蟄居後に酒井佐衛門尉家第18代当主となり、会津藩主、磐城平藩主を経て、庄内藩（大泉藩と改称）の藩主・知藩事を務めた。正室は遠藤胤城の娘。

## 経歴
戊辰戦争で兄・酒井忠篤が官軍に降伏し、永蟄居処分にされた後、御家再興を許されて忠宝が藩主に就任した。明治元年12月15日（1869年1月27日）に陸奥会津藩、明治2年6月15日（1869年7月23日）に陸奥磐城平藩に移封となるが、70万両を献納したため同年7月22日に庄内藩へ戻る。
同年に版籍奉還で知藩事となり、明治4年（1871年）の廃藩置県で免官。明治13年（1880年）2月、隠居し、忠篤に家督を譲る。忠篤の当主復帰ということである。大正10年（1921年）、66歳で死去。忠篤の長男である酒井忠良を養子としている。

## 栄典
- 1891年（明治24年）6月16日 - 従四位[4]
- 1900年（明治33年）6月20日 - 従三位[5]

## 親族
- 父：酒井忠発 ‐ 庄内藩9代当主
- 養父：酒井忠寛 ‐10代当主。忠発の弟
- 兄：酒井忠篤 ‐ 11代当主。忠発の五男
- 母：家女房
- 正室：鍈子 - 遠藤胤城の娘[6]
- 生母不詳の子女
  - 長男：酒井忠純（1886年 - 1964年） ‐ 妻は忠篤の娘
  - 次男：酒井忠和
  - 長女：鑑子 - 子爵稲葉順通の妻[6]
  - 次女：銑子 - 安田保善社総長安田善次郎の妻[6]
  - 三女：鉐子 - 衆議院議員久須美東馬の妻[6]
  - 四女：淑子 - 実業家西脇健治[9]の妻[6]
- 養子
  - 男子：酒井忠良 (伯爵) - 忠篤の次男。